# Asios (Sohn des Hyrtakos)
Asios (altgriechisch Ἄσιος Ásios), Sohn des Hyrtakos und der Arisbe, ist in der griechischen Mythologie König von Arisbe, einer Stadt in der Troas.
Zu seinem Herrschaftsgebiet gehörten Percote, Praktion (Ufer des Flusses Praktios), Sestos, Abydos und Arisbe am Fluss Selleis. Er hatte zwei Söhne, Adamas und Phainops.
Asios verstärkte im zehnten Kriegsjahr des Trojanischen Kriegs die Trojaner mit seinen Truppen. Als Hektor und Polydamas ihre Kriegskameraden aufforderten, die Streitwagen zu verlassen und zu Fuß das Schiffslager zu erstürmen, folgte Asios ihnen nicht. Stattdessen stürmte er auf dem Wagen gegen die Mauern der Achaier an und wurde von Idomeneus getötet.